# Ahmed bin Sa'id
Ahmad bin Sa'id Al Bu Sa'id (in arabo احمد بن سعيدآل ابو سعيد ‎?; Adam, 1710 – Rustaq, 15 dicembre 1783) è stato imam e sultano di Mascate dal 1744 al 1783. Prese il potere durante un periodo in cui l'Oman era diviso dalla guerra civile e i persiani avevano occupato gran parte del paese. Durante il suo lungo dominio come imam il paese prosperò e riacquistò la sua posizione di leader nel golfo Persico

## Primi anni
Ahmad bin Sa'id bin Muhammad bin Khalaf bin Sa'id Al-Busaidi Al-Azdi Al-Ammani Al-Ibadhi nacque ad Adam nel 1710 ed era figlio di Sa'id bin Muhammad Al-Busaidi. Ahmad proveniva dagli Al Bu Saìd, una piccola tribù Hinawi dall'interno dell'Oman. Era pronipote di Mubarak al-Saidi al-Azdy del Banu Hiba, un clan appartenente alla tribù yemenita Hiwani. Si diceva che iniziò a lavorare come venditore di legname e che si conquistò una posizione. Divenne un importante commerciante della città portuale di Sohar. Nel 1737 venne nominato governatore di questa città.
Il sesto imam della dinastia Yaruba fu Sayf bin Sultan II, che salì al potere in un periodo di guerra civile e perse popolarità a causa del suo stile di vita autoindulgente. Sayf chiese assistenza militare alla Persia e nel 1737 arrivarono le truppe persiane guidate da Nadir Shah. Cominciarono a conquistare il paese. I persiani partirono nel 1738 ma tornarono dal 1742 al 1744. Nel 1742 i persiani avevano il controllo di gran parte del paese. Sayf fu indotto a far loro prendere i forti di Al Jalali e Al Mirani a Mascate mentre lui e i suoi funzionari ubriachi durante un banchetto. Morì poco dopo. I persiani presero Mascate e poi attaccarono Sohar a nord. Dopo aver sopportato nove mesi di assedio, Ahmad bin Sa'id negoziò una resa onorevole. Il comandante persiano Taqi Khan lo ha confermò governatore di Sohar e Barka' in cambio del pagamento di un omaggio.

## Presa del potere

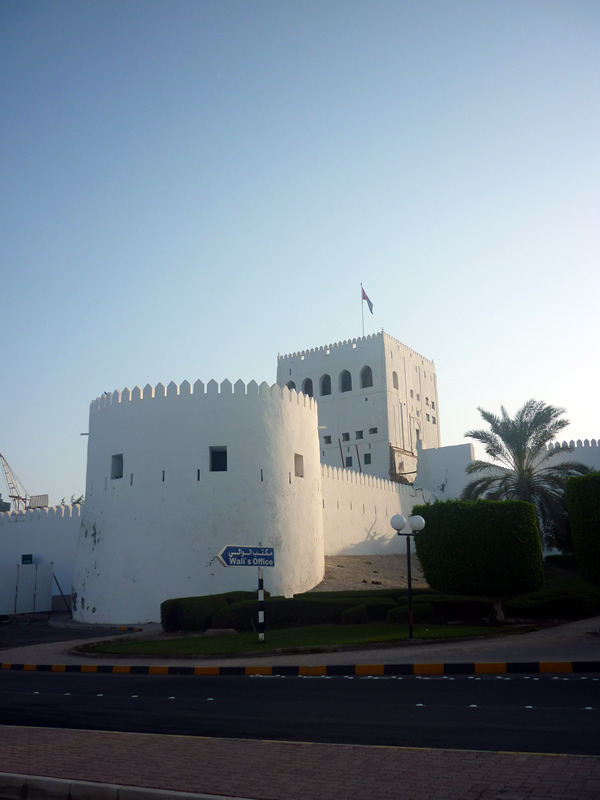
Il forte di Sohar oggi.

Alla fine del 1744, Ahmad aveva il controllo di gran parte dell'Oman. Nel 1743 Bal'arab bin Himyar fu eletto imam e mantenne il sostegno di alcuni dei Ghafiri di Dhahireh e del Semail. Bal'arab bin Himyar raccolse un potetene esercito e marciò su Mascate, ma non riuscì a conquistare quella città. Tentò quindi di prendere Sohar. Ahmad andò in aiuto della città ma fu abbandonato dalle sue truppe nella battaglia di Bitnah verso l'inizio del 1745 e fu costretto a fuggire. Ahmad usò delle scuse per ritardare il pagamento dell'omaggio e di conseguenza i persiani non poterono pagare le loro truppe a Mascate e molti abbandonarono. Nel 1747 Ahmad invitò le rimanenti truppe persiane a un banchetto nel suo forte di Barka'. Lì li massacrò.
Per diversi anni Bal'arab bin Himyar fu riconosciuto come il vero imam, controllando completamente l'interno. Ahmad aveva giurisdizione solamente sulla costa. Sulla costa dell'Africa orientale, Ahmad bin Sa'id era riconosciuto come imam solo dal governatore di Zanzibar. Nel 1749 Ahmad radunò un esercito e si mosse contro Bal'arab, che era accampato vicino a Jebel Akhdar con forze inferiori. Nella battaglia finale, nella seconda metà del 1749, Bal'arab fu sconfitto e ucciso. Questa era la fine del potere della dinastia Yaruba. Ahmad era ora il sovrano indiscusso dell'Oman. Nel 1749 le tribù ibadite dell'Oman elessero Ahmad bin Sa'id come loro imam. La sua elezione ebbe luogo a Rustaq il 9 giugno 1749.

## Regno
Ahmad bin Sa'id ebbe ampio consenso popolare dato che era considerato la persona che aveva liberato il paese dagli occupanti persiani. Rapidamente consolidò il suo potere attraverso qualunque tecnica fosse opportuna. Armatore e commerciante, vide il potenziale economico della posizione dell'Oman sulle rotte commerciali e ottenne fedeltà dai leader tribali impegnandoli in iniziative commerciali. Prese residenza a Rustaq. Da lì governò per 39 anni generalmente pacifici, anche se dovette fare i conti con i membri della famiglia deposta, di altre tribù e di due dei suoi figli.
Ahmad incoraggiò lo sviluppo dell'agricoltura e del commercio marittimo. Per la prima volta nella storia del paese mantenne un esercito e una marina permanenti. Alla fine del 1770 tentò di ottenere il controllo dello stretto di Hormuz tra il golfo di Oman e il golfo Persico, una posizione chiave. Ahmad ristabilì la posizione dell'Oman di leader tra gli stati del golfo. Approfittando della decadenza commerciale di Bandar Abbas fece di Mascate uno dei più importanti porti del golfo incoraggiando le potenze europee, l'Inghilterra in primo luogo, a stabilirvi le loro basi commerciali.
In politica estera strinse alleanza con i paesi del Golfo e con l'India con cui concluse un accordo nel 1766. Nello stesso tempo cercò di mantenersi neutrale nella lotta fra la Francia e l'Inghilterra che si contendevano il dominio del Golfo persico (1756-1763). Nel 1775, durante l'attacco dei Persiani in Iraq alla città di Basra, si schierò dalla parte delle forze ottomane che riuscirono a mantenere il dominio sulla città. 

## Famiglia
Ahmad bin Sa'id ebbe sette figli e tre figlie. Il figlio maggiore Hilal è stato rimosso dalla linea di successione in quanto era cieco. Il suo erede era il figlio secondogenito, Sa'id. Il suo terzo figlio Qais bin Ahmad divenne in seguito governatore di Sohar. Il quarto e il quinto, Sayf e Sultan, erano figli della sua quarta moglie, una sorella di Shaikh Muhammad bin Nasir al-Jabry al-Ghafiry, di Zhahirah. Shaikh Abdallah Rocky Amir Muhammad era un forte leader della fazione di Nizariya, e sotto gli Al-Yarub era stato un tempo governatore del Bahrein. I suoi due figli minori erano Talib, in seguito governatore di Nakhal e poi di Rustaq, e Muhammad, in seguito governatore generale di Mombasa e dei possedimenti omaniti in Africa orientale. La maggiore delle sue tre figlie, Moza, si occupò degli affari di famiglia e fece da custode e sostenitrice dei suoi nipoti Salim e Sa'id.
Il 1º febbraio 1775 Ahmad trasferì la responsabilità dell'amministrazione ordinaria a suo figlio Sa'id pur mantenendo il titolo di imam. Tuttavia due suoi figli, Sultan e Saif, si ribellarono nel 1781 e presero il controllo dei forti di al-Mirani e al-Jalali che sorvegliavano il porto di Mascate. Rapirono il loro fratello Sa'id e lo imprigionarono ad al-Jalali. Ahmad tornò a Mascate all'inizio dell'anno successivo, catturò al-Mirani e dopo aver bombardato al-Jalali da al-Mirani e dalle navi dall'altra parte riuscì a riprendere il controllo.

## Morte
Morì nel forte Al-Batinah di Rustaq il 15 dicembre 1783. È sepolto nel Forte occidentale della stessa città, vicino alla Grande Moschea. Gli succedette il suo erede designato. I suoi discendenti continuarono a governare l'Oman sebbene non avessero l'autorità religiosa degli imam della tradizione musulmana ibadita. Ahmad fu l'unico sovrano della sua dinastia ad essere chiaramente un imam eletto in modo tradizionale. Anche suo figlio fu eletto, ma subito dopo abdicò, pur mantenendo il titolo. Successivamente, i membri della dinastia portarono il titolo di sultani di Mascate e fino al 1959 ebbero solo un'autorità limitata nell'interno dell'Oman.